# Cultura de Birmania

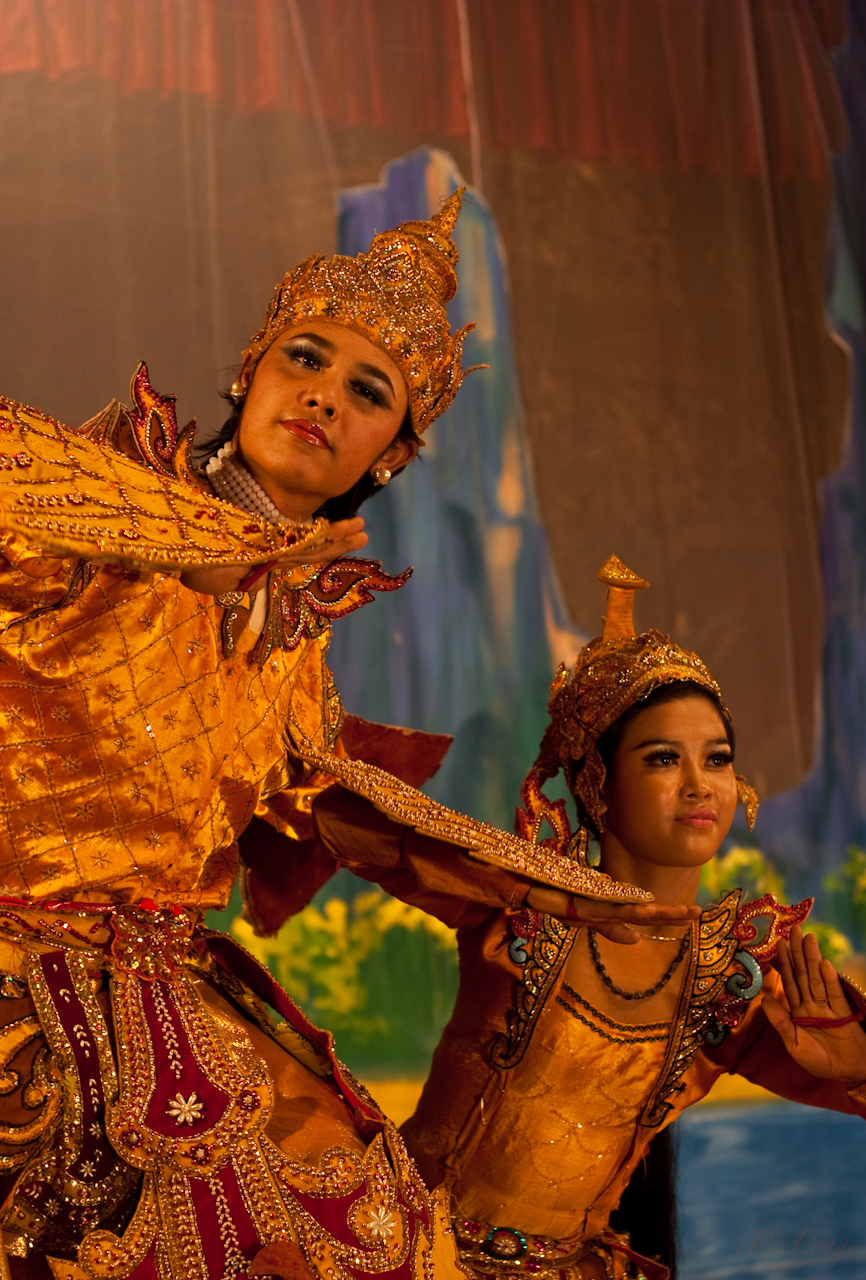
Representación de una danza Mon.

La cultura de Birmania ha estado siempre muy influida por el budismo. Más recientemente, el imperialismo británico ha influido en varios aspectos de la cultura birmana, tal como el idioma y la educación.

## Arte

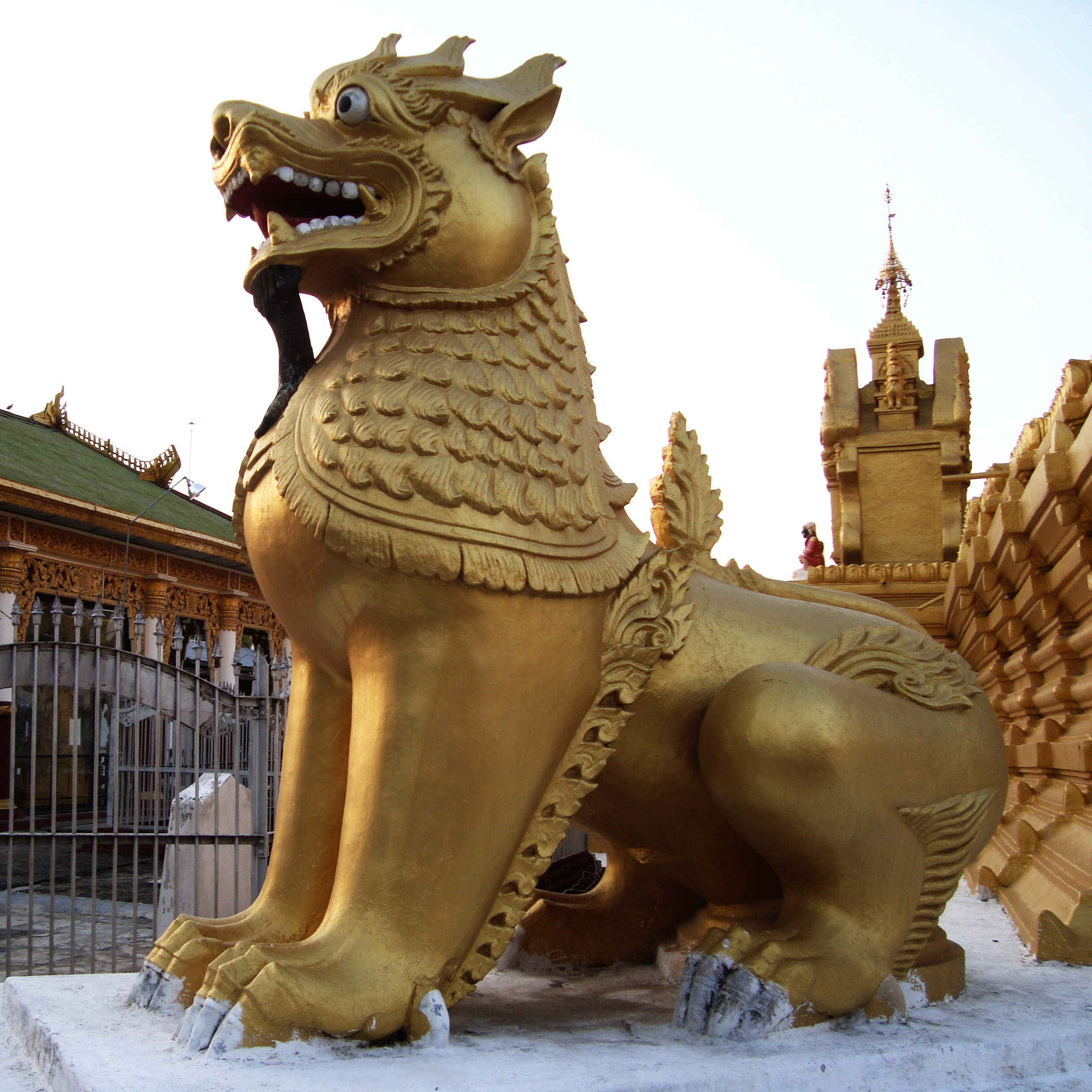
Escultura del mítico león de Myanmar.

Históricamente, el arte birmano se basó en el budismo y en los mitos hindúes. Hay varios estilos regionales de imágenes de Buda, cada una con ciertas características distintivas. La arquitectura del templo se hace generalmente de ladrillo, y las pagodas se recubren con un tipo de oro llamado hoja de oro. La literatura birmana se encuentra también influida por el budismo. Desde que el budismo ortodoxo prohibió la ficción, muchas obras son literaturas no novelescas. Una forma antigua de baile llamado yodaya (ယုိးဒယား) es una imitación del baile formal tailandés, en el que una mujer utiliza solo manos y pies para expresar sus emociones. El nombre yodaya muy probablemente deriva del nombre del reino tailandés, Ayutthaya. El estilo pop domina actualmente la música de Birmania. Otras formas de música birmana utilizan una serie de instrumentos musicales tradicionales, reunidos en una orquesta. Cantar forma parte de varias leyendas en pali.

## Literatura
La literatura birmana comienza con los fragmentos de textos pyu, tribus que ocuparon la cuenca del Iranvadi en el s. VI; se trata de textos budistas en púli, grabados en tierra cocida, piedra y láminas de oro. Inmediatamente viene un importante conjunto de literatura antigua religiosa, canónica y extracanónica, anales, crónicas, epigrafía, grabada con estilete sobre hojas de palmera, pergaminos, láminas de cobre con la escritura en laca negra; los textos del Canon páli utilizan el antiguo alfabeto páli; la literatura exegética se escribe en una escritura corriente procedente de un alfabeto del sur de la India. El centro budista más activo fue Thaton, donde vivió y murió, según la leyenda, Buddhaghosa en el s. V. Los Játakas, las vidas anteriores de Buda, fueron las de mayor popularidad. En conjunto, esta literatura tradicional y canónica no tiene originalidad.
La literatura histórica birmana contiene numerosos anales, crónicas y relatos legendarios donde la anécdota maravillosa tiene un lugar preponderante; estas crónicas, a pesar de sus inexactitudes, son importantes fuentes históricas sobre los diversos reinados de Birmania (Pagan, Pegú, etc.). El monarca Anawrahtha, que reinó de 1044 a 1077, gran conquistador y piadoso budista, ha llenado anales e inscripciones con sus grandes hazañas. Después de él, los textos abundan en anécdotas novelescas y en escándalos palaciegos. Las crónicas relatan la toma de Pagan por los mogoles en 1287, la llegada de los thai, la fundación de nuevas capitales y el reinado de la dinastía Ava en los siglo XVII y XVIII. La literatura técnica, sobre todo la jurídica, es originaria de la India; el profesor Maung Shvay Kyú ha hecho recientemente una recopilación de estos textos.
La literatura poética y novelesca se inspira en las leyendas budistas e hindúes; son novelas en verso, pseudohistóricas, donde la intervención de los dioses es de precepto. Pueden citarse a Maung Kyi y Thin Hsaya, novelistas especializados en temas búdicos, y a Punna, en temas históricos. La poesía birmana es muy compleja; comprende rimas interiores y finales donde la musicalidad y el ritmo son esenciales; las canciones populares son un ejemplo de este estilo. El teatro se presenta en forma de pantomimas sobre textos declamados o cantados; los temas históricos y religiosos de los dramas se extraen frecuentemente de los Játakas y del Ramáyana, como se ve en las obras de Mya Hsaya y Paw Nyan. Los cuentos constituyen el fondo más auténtico de la expresión popular; los hay didácticos, de origen hindú, traducidos al birmano en verso o en prosa; existen relatos inspirados en el folklore indio, mongólico y thai, traducción de las fábulas del Jitopadesa y del Pancha-tantra; los cuentos birmanos del poeta Suddhamma Chari sobre este tema están muy difundidos.

## Música

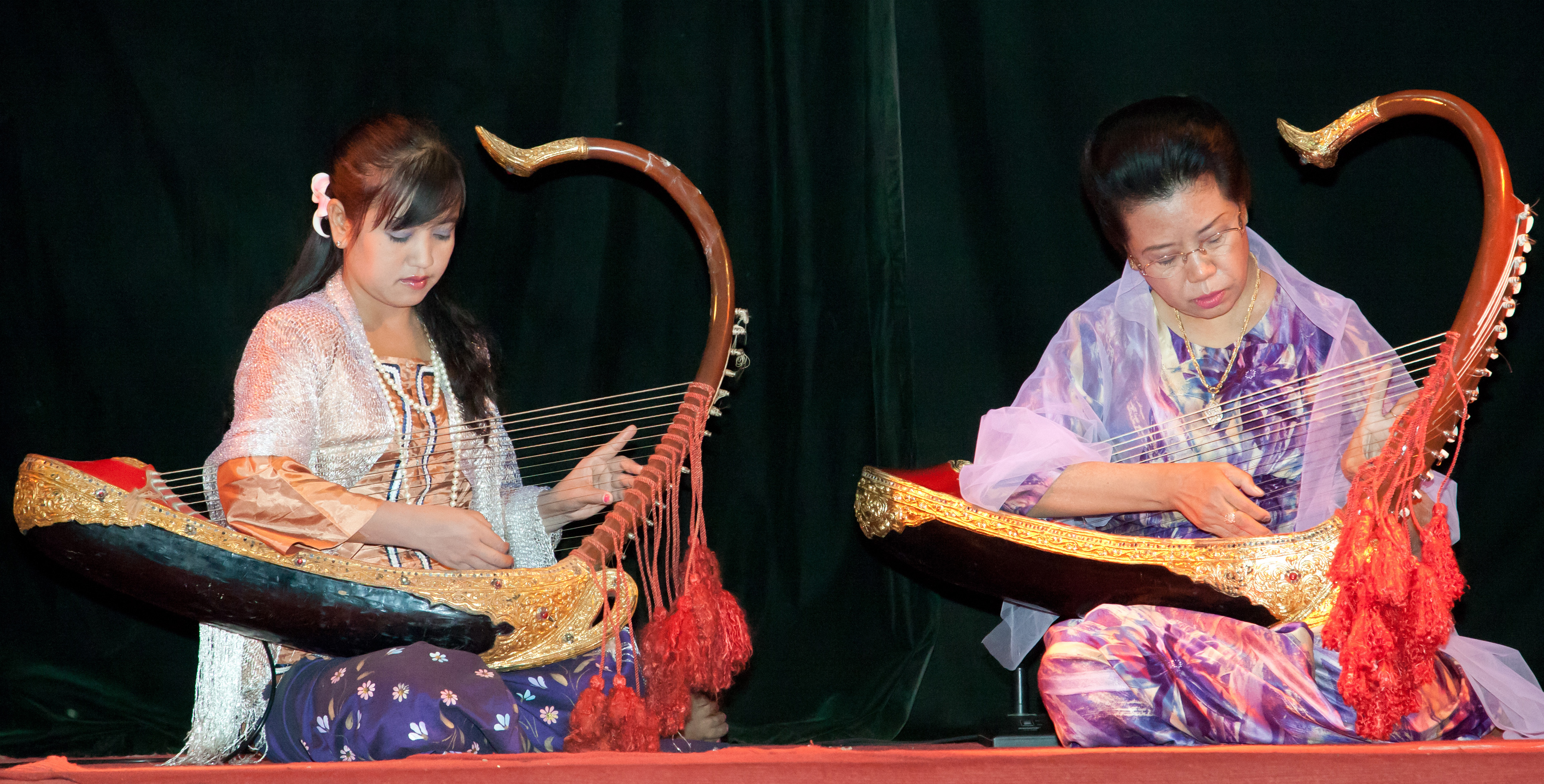
Dos músicos femeninos tocan el saung en una actuación de Mandalay.

Entre los instrumentos musicales tradicionales se incluyen:  brass se (tipo de triángulo), hne (tipo de oboe), bamboo wa, saung (arpa en forma de bote), pat waing (círculo de 21 tambores) y  kyi waing (círculo de gongs).

## Religión
Birmania es un país predominantemente budista theravāda. La segunda religión más extendida es el cristianismo (3% de bautistas birmanos, 1% de católicos). Otras religiones practicadas son el islam y una forma de animismo llamada nat worship.

## Cocina
La cocina birmana es una fusión de cocina hindú y china. Es relativamente conocida a través del mundo, y se caracteriza porque tiene un sabor ligeramente picante, con el uso de especias. El plato birmano más famoso es el mohinga y los tallarines de arroz en una sopa de pescado al curry. Los birmanos comen tradicionalmente con las manos, aunque ha llegado a ser dominante el uso de cubiertos occidentales.

## Deportes
El deporte más popular en Birmania es el fútbol. El Chinlone, un deporte indígena, utiliza una pelota de ratán, y se juega con las manos, la cabeza, y los pies. Una forma de artes marciales birmanas llamada taing (semejante al kung fu) se practica también. Otros deportes tradicionales son el Lethwei, Bando, Banshay, y el Pongyi thaing.

## Fiestas
| Fecha                      | Nombre en español                    | Nombre en birmano    |
| -------------------------- | ------------------------------------ | -------------------- |
| 3 de enero                 | Año Nuevo Kayin (Karen)              | Kayin hnitiku        |
| 4 de enero                 | Día de la Independencia              |                      |
| 12 de febrero              | Día de la Unión                      |                      |
| 2 de marzo                 | Día del Campesino                    |                      |
| Marzo (fecha variable)     | Luna Llena de Tabaung                |                      |
| 27 de marzo                | Día de las Fuerzas Armadas           |                      |
| 13 - 16 de abril           | Festival del Agua                    | Thi-gyan (Tijian)    |
| 17 de abril                | Año Nuevo birmano                    | Bama hnitiku         |
| 1 de mayo                  | Día del trabajo                      |                      |
| Mayo (fecha variable)      | Luna Llena de Kason                  |                      |
| Julio (fecha variable)     | Comienzo de la Cuaresma budista      | Thadinjyu (Tadinjiu) |
| Octubre (fecha variable)   | Fin de la Cuaresma budista           |                      |
| Noviembre (fecha variable) | Festival de la Luna Llena Tazaondain |                      |
| Diciembre (fecha variable) | Día Nacional                         |                      |
| 25 de diciembre            | Navidad                              |                      |

## Costumbres
La prenda de vestir tradicional birmana se llama longyi, un sarong vestido tanto por mujeres como por hombres. En áreas urbanas, las faldas y los pantalones llegan a ser más comunes. El idioma a usar depende de la edad de la persona. A los ancianos y los monjes se les habla de una manera diferente y más respetable. Se considera grosero tocar la cabeza de una persona. También se considera tabú tocar los pies, o señalar con los pies, porque los pies se consideran lo más bajo. Los zapatos siempre se quitan antes de entrar en hogares y templos.
A la hora de comer, resulta muy poco educado llevarse la comida a la boca con el tenedor, ya que solo debe utilizarse para empujar la comida a la cuchara que será la que se lleve a la boca.